# ژان کریستف دوو
ژان کریستف دوو (انگلیسی: Jean-Christophe Devaux؛ زادهٔ ۱۶ مهٔ ۱۹۷۵) بازیکن فوتبال اهل فرانسه است.
از باشگاه‌هایی که در آن بازی کرده‌است می‌توان به باشگاه فوتبال المپیک لیون، باشگاه فوتبال استراسبورگ، باشگاه فوتبال استاد رنس، و باشگاه فوتبال سروت ۱۸۹۰ اشاره کرد.